# Friedenstag

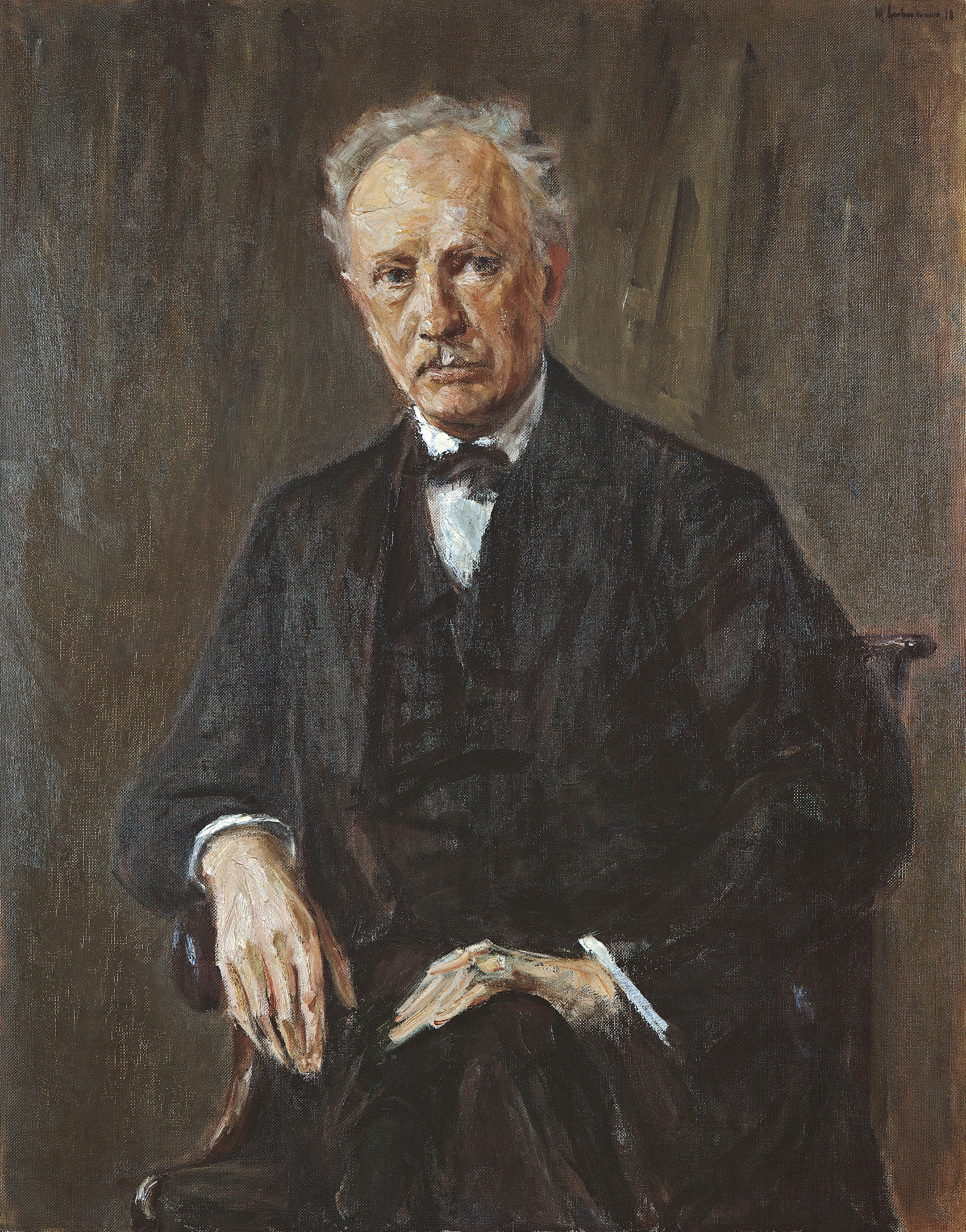
Richard Strauss målad av Max Liebermann 1918.

Friedenstag (Fredsdagen) är en opera (op. 81) i en akt med musik av Richard Strauss och libretto av Joseph Gregor från 1938.

## Bakgrund
Friedenstag är på samma gång det sista samarbetet mellan Stefan Zweig och Strauss, och dennes första opera tillsammans med Gregor, Zweigs självutnämnde efterföljare. Operan tillkom under Strauss ansträngda förhållande till Nazityskland då han och den judiske Zweig samarbetade med operan Die schweigsame Frau. Detta ledde till att Zweig tvingades avbryta förbindelsen med både Strauss och senare med Tyskland i och med sin flykt till Sydamerika. Under hela tiden var han lojal mot Strauss och föreslog denne att istället arbeta med teaterhistorikern Joseph Gregor.

### Samarbetet med Zweig
2 februari 1934 skrev Strauss till Zweig och föreslog som nytt libretto historien om freden i Konstanz 1043 då Henrik III (tysk-romersk kejsare) lovade att förlåta sina fiender och uppmanade dem att göra detsamma. Idén med försoning mellan dödsfiender tilltalade Zweigs humanistiska och pacifistiska sida mycket bra. Men han å sin sida hade inspirerats av Diego Velázquez målning Bredas kapitulation och Calderóns pjäs på samma tema El sitio de Bréda som handlade om en händelse under det Nederländska frihetskriget (1568-1648) mellan Nederländerna och Spanien då de förra överlämnade staden Breda till spanjorerna 1634-35. Även detta hade gått milt och fredligt till väga. I sitt första utkast flyttade Zweig fram händelsen till att utspelas 1648, slutåret för Trettioåriga kriget. Alternativa titlar var "24 oktober 1648" och "Der erste Friedenstag" innan de kom överens om Friedenstag i oktober 1935. Redan vid detta stadium var Zweig på väg att backa ur samarbetet men Strauss såg Gregor som en tillfällig ersättare och krävde att Zweig skulle granska alla Gregors texter. Strauss ville göra texten mer mänsklig och föreslog för Zweig att de skulle blanda in ett triangeldrama i den krigiska och mansdominerade handlingen. Zweig lyckades artigt förhindra detta.

### Samarbetet med Gregor

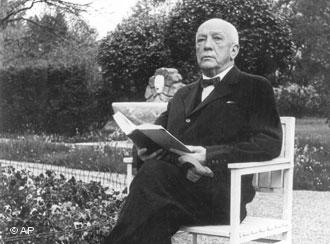
Strauss 1938

Gregor arbetade fort och försåg Strauss med ständigt nya textförslag men Strauss kritiserade dem ständigt för avsaknad av poetisk stil. Han var hård i sin kritik och sårade Greger genom att kalla hans texter för "filosofiska banaliteter" och "dåliga efterapningar av Homerisk jargong". I ett brev (6 oktober 1935) till Gregor skrev han:
Jag har nyligen arbetat igenom andra halvan av Friedenstag. Jag tror aldrig jag kommer kunna finna musik för den, det finns inga riktiga människor; Kommendanten och hans fru - allt går på styltor. Hela scenen med Holsteiner [fiendens ledare] är felkonstruerad, konversationen mellan ledarna är fullständigt odramatisk. /.../ Inga "tankar"! Ingen poesi! Teater!! Publiken kommer endast kunna höra en tredjedel av orden och om de inte kan hänga med i handlingen tröttnar de! Du måste tillåta mig att banna dina första misstag i operans klassrum med några lätta slag av den erfarne, gråhårige, magisterns pekpinne.
Några veckor senare skrev han till Zweig (31 oktober) och beklagade sig:
Jag har inte lyckats finna musiken som jag brukar. Hela verket är trots allt lite för banalt - soldater, krig, hungersnöd, medeltida hjältemod, dö tillsammans - det är inte riktigt mitt område ens med den bästa intention. Vår vän är absolut mycket begåvad men han saknar högre skaparkraft och idéer som går utanför den utstakade banan. Detta märks särskilt tydligt i hans Daphne, vars första tilltalade idé inte fungerar alls. Många ord, frökenaktiga banaliteter, ingen fokuskoncentration, ingen gripande mänsklig konflikt...

## Premiär
Till slut var librettotexten klar 13 januari 1936 och Strauss kunde börja komponera musiken som var klar 16 juni. Ursprungligen hade Strauss tänkt sig att Friedenstag skulle uppföras tillsammans med Daphne, en annan enaktare, men det skedde bara vid några tillfällen. Friedenstag uruppfördes 24 juli 1938 i München med Hans Hotter i huvudrollen och tillägnades paret Clemens Krauss och Viorica Ursuelac, verkets dirigent samt kvinnliga huvudroll. Det var Strauss starka tilltro till Krauss som gjorde att han tillät att München fick uruppföra en av hans operor. Han hade hela sitt liv svårt att smälta den dåliga kritik som hans första opera Guntram hade fått i hemstaden. 

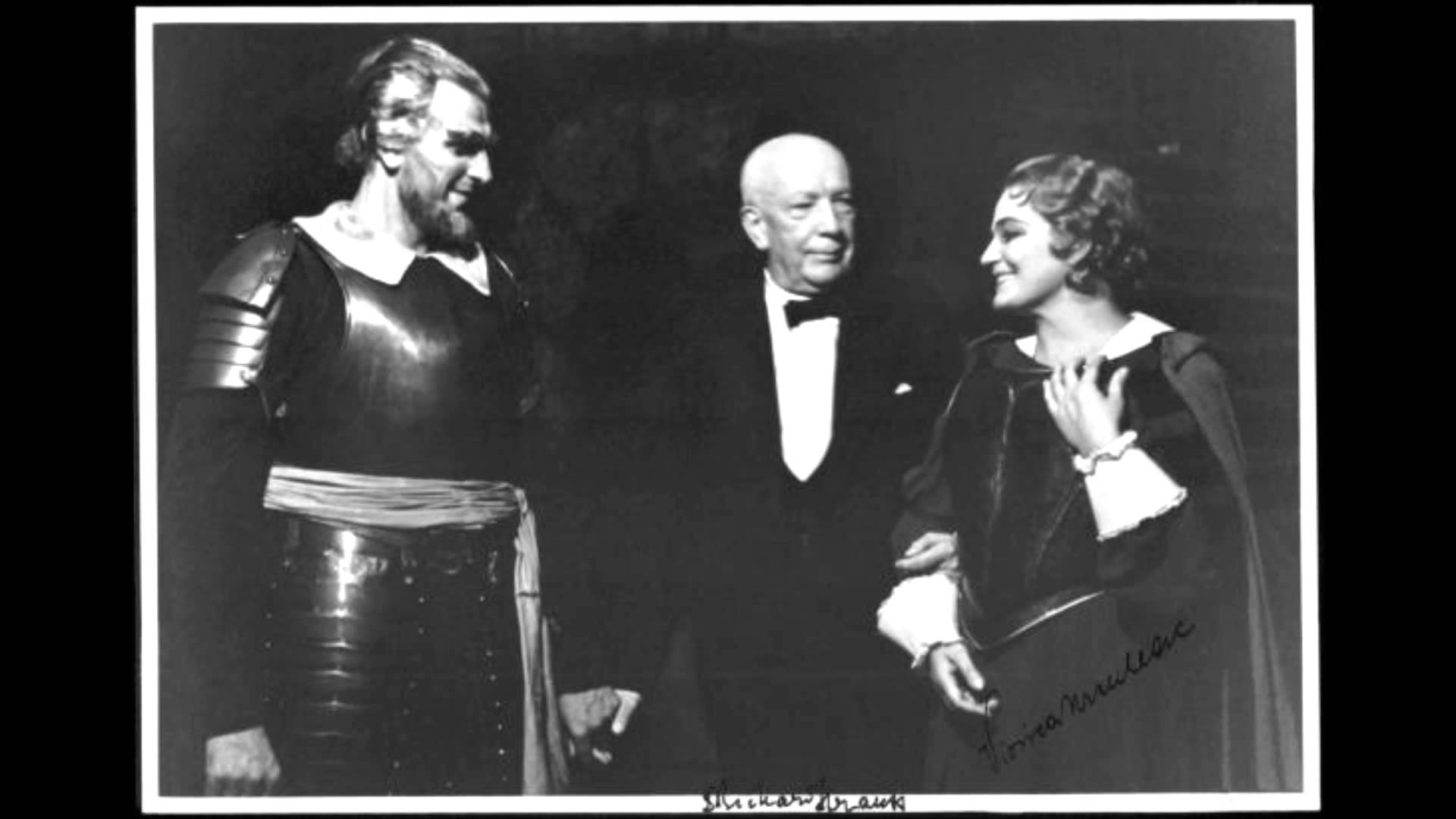
Hans Hotter, Strauss och Viorica Ursuelac vid premiären i Wien 1939

### Operans vidare öde
Efter premiären i München sattes operan upp i Dresden, Graz, Breslau, Kassel, Magdeburg, Karlsruhe, Oldenburg och Königsberg. 1939 hade den premiär i ytterligare 14 städer, däribland Berlin (8 mars) och Wien (10 juni). Wienpremiären sammanföll med Strauss 75-årsdag och besöktes av Hitler, vilket Strauss tog som ett tecken på att han inte längre var persona non grata. I januari 1940 hade operan premiär i Rostock och Venedig. Därefter försvann den från repertoaren på tyska och österrikiska operascener tills 1950 men spelades i Paris och Bryssel 1949. 1960 sattes den upp i München och 1995 i Dresden.

## Roller
| Roller                                    | Stämma  | Rollbesättning vid premiären 24 juli 1938 Dirigent: Clemens Krauss |
| ----------------------------------------- | ------- | ------------------------------------------------------------------ |
| Kommendanten i den belägrade staden       | Baryton | Hans Hotter                                                        |
| Maria, hans fru                           | Sopran  | Viorica Ursuelac                                                   |
| En sergeant                               | Bas     | Georg Hann                                                         |
| En korpral                                | Tenor   | Julius Patzak                                                      |
| En menig                                  | Tenor   | Georg Wieter                                                       |
| En musketör                               | Bas     | Karl Schmidt                                                       |
| En hornist                                | Bas     | Willi Merkert                                                      |
| En officer                                | Baryton | Emil Graf                                                          |
| En officer vid fronten                    | Baryton | Josef Knapp                                                        |
| En man från Piemonte                      | Tenor   | Peter Anders                                                       |
| Holsteinern, befälhavaren för segrararmén | Bas     | Ludwig Weber                                                       |
| Borgmästaren                              | Tenor   | Karl Ostertag                                                      |
| Biskopen                                  | Baryton | Theo Reuter                                                        |
| Kvinnan av folket                         | Sopran  | Else Schürhoff                                                     |

## Handling
Akt 1
ca 75 minuter
Det är dagen för undertecknandet av Westfaliska freden 1648 men i det belägrade Breda vet man ingenting om det nära förstående fredsslutet. Kommendanten har just fått order att hålla ut till sista man och ämnar lyda trots att hans män beskyller honom för att vara mördare. Han beslutar att de belägrade skall hålla ut till middagstid och sedan öppna stadens portar men dessförinnan skall krut placeras under citadellet så att alltsammans springer i luften när fienden gör sitt intåg. Han råder sin hustru Maria att fly eftersom alla i citadellet är dödsdömda. Hon vill dock under inga omständigheter lämna sin man och kommendanten ger tecken till att luntan skall tändas. I samma sekund faller ett kanonskott. Kommendanten ändrar åsikt, släcker luntan och vill möta fienden med svärd i hand. Men inga fiender kommer utan i stället börjar kyrkklockor ringa för första gången på 30 år: kriget är slut! Maria känner genast att en ny tid är på väg men soldaterna är klentrogna och kommendanten tror det är en krigslist. Då fiendens befälhavare kommer in i citadellet med sina soldater, prydda med blommor, begär han att få träffa kommendanten som har vunnit hans respekt, men kommendanten tror fortfarande inte på fredsbudskapet utan vill strida med honom. Först när Maria kastar sig emellan går det att övertyga kommendanten om att hat och strid har avlösts av kärlek och broderskap. De båda krigarna omfamnar varandra och soldaterna stämmer upp en hymn till fred och frihet.

## Orkesterbesättning
- Träblåsinstrument

3 tvärflöjter (flöjt 3 dubblerar piccoloflöjt), 2 oboer, 1 Engelskt horn, 3 klarinetter, 1 basklarinett, 3 fagotter, kontrafagott
- Bleckblåsinstrument

6 horn, 4 trumpeter, 4 tromboner, tuba
- Slagverk

Pukor, bastrumma, tamtam, cymbaler, virveltrumma, tamburin, triangel
- Stråkar

32 violiner, 12 viola, 10 celli, 8 kontrabasar
- Scenmusik: Orgel, trumpet, klockor

## Diskografi
| År   | Roller (Kommendanten, Maria, Sergeanten, Korpralen)             | Dirigent, Operahus och orkester                       | Skivmärke                                          |
| ---- | --------------------------------------------------------------- | ----------------------------------------------------- | -------------------------------------------------- |
| 1939 | Hans Hotter, Viorica Ursuleac, Herbert Alsen, Hermann Wiedemann | Clemens Krauss, Wiener Staatsoper                     | Audio CD: Koch-Schwann Cat: 3-1465-2               |
| 1988 | Bernd Weikl, Sabine Hass, Jaako Ryhänen, Jan-Hendrik Rootering  | Wolfgang Sawallisch, Bayerska Radions Symfoniorkester | Audio CD: EMI Cat: CDC 5 56850-2                   |
| 1989 | Roger Roloff, Alessandra Marc, William Wilderman, Max Wittges   | Robert Bass, Collegiate Chorale and Orchestra         | Audio CD: Koch International Classics Cat: 37111-2 |
| 1999 | Albert Dohmen, Deborah Voigt, Alfred Reiter, Tom Martinsen      | Giuseppe Sinopoli, Dresden Staatskapelle              | Audio CD: DG Cat: 463 494-2                        |